# Førslev
Førslev ist ein Ort auf der dänischen Insel Seeland. Er gehört zur Gemeinde Faxe in der Region Sjælland und zählt 339 Einwohner (Stand 1. Januar 2023). Førslev liegt 5 km nördlich von Haslev und 15 km südlich von Ringsted. Die Kirche des Ortes, die den Namen „Øde Førslev Kirke“ (deutsch „Einsame Førslev Kirche“) trägt, stammt aus dem 12. Jahrhundert und ist etwas vom Ortskern abgelegen.

## Entwicklung der Einwohnerzahl
| Jahr           | Einwohner |
| -------------- | --------- |
| 1. Januar 1976 | 218       |
| 1. Januar 1981 | 212       |
| 1. Januar 1986 | 213       |
| 1. Januar 1990 | 212       |
| 1. Januar 1996 | 234       |
| 1. Januar 2000 | 221       |
| 1. Januar 2004 | 227       |
| 1. Januar 2008 | 292       |
| 1. Januar 2010 | 330       |

## Verwaltungszugehörigkeit
- bis 31. März 1970: Landgemeinde Øde Førslev Sogn, Ringsted Herred, Sorø Amt
- von 1. April 1970 bis 31. Dezember 2006: Haslev Kommune, Vestsjællands Amt
- seit 1. Januar 2007: Faxe Kommune, Region Sjælland